# God'n Dag ok
God'n Dag ok är det fjärde musikalbumet av den tyska gruppen De Plattfööt.

## Låtlista
1. God'n Dag ok
2. Disco up'n Dörp
3. De ierste Kuß
4. Fru Püttelkow ut Hagenow
5. Lud'n Jahn ut Doberan
6. In 80 Tagen um die Welt
7. Hallo ahe
8. Wann ward dat Wäder wedder bäder
9. An de Eck steiht'n Jung
10. Wir aus dem Norden
11. De Isenbahnboomupundaldreier
12. Möt's di nich argern
13. Herr Kammersänger
14. Blues bi mi to Hus
15. Jochen un sien Gordn
16. Uns olle Möhl
17. Up'n rasenden Roland
18. Ick snack platt